# Dworzec autobusowy w Mielcu
Dworzec autobusowy w Mielcu jest położony przy ul. Kazimierza Jagiellończyka. 
Poprzedni dworzec mieścił się przy ul. Głowackiego, ale stał się niewystarczający dla rosnących potrzeb mieszkańców, w dodatku 2 marca 1987 pożar uszkodził budynek do tego stopnia, że konieczna okazała się jego rozbiórka.
Jeszcze w latach osiemdziesiątych rozważano budowę wspólnego dworca dla PKP i PKS. W latach 1985–1989 przygotowano stosowną dokumentację i w 1989 rozpoczęto prace budowlane. W pierwszej kolejności powstały plac manewrowy oraz zadaszone stanowiska i 18 października 1992 pierwszy autobus odjechał z nowego obiektu. Obsługa pasażerów jak i przewoźników odbywała się w prowizorycznych barakach. Ów stan tymczasowości utrzymywał się przez lata, bowiem prace nad budynkiem dworca przerwano po wykonaniu dołu pod fundamenty. PKP nie wykazywała zainteresowania dalszym uczestnictwem w inwestycji, a mielecki PKS Connex, mimo deklarowanego zamiaru, również nie podjął się wznowienia prac, sprawę komplikowały zresztą kilkukrotne zmiany w strukturze właścicielskiej przewoźnika autobusowego. Z biegiem czasu pojawiały się różne koncepcje zagospodarowania przestrzeni w pobliżu placu manewrowego, m.in. na jej części miał powstać bar McDonald’s.
Ostatecznie miasto rozpoczęło wdrażanie zupełnie nowego projektu. W ramach inwestycji powstać miał parterowy budynek dworca o powierzchni 356 m², a w dalszej perspektywie także budynki usługowe i niewielki amfiteatr. W ogłoszonym na początku 2010 przetargu najwyżej została oceniona oferta konsorcjum firm PPHU Agro-Baza oraz Invest Development, które żądało kwoty 1,12 mln zł. Prace budowlane ruszyły na przełomie lutego i marca, a zakończyły się jesienią. Mimo tego obiekt został otwarty dopiero 27 sierpnia 2011, tak duże opóźnienie było tłumaczone brakiem zgody stron co do warunków dzierżawy miejskiego budynku operatorowi Veolii Transport Podkarpacie.